# Make Believe (sång)
Make Believe är en sång skriven av Steve Howard, Neil Athale, Marc Gernert och Something in Your Eyes (Richard Carpenter song)|, och inspelad av Sibel Redzep på albumet The Diving Belle från 2008., och nådde som högst en 56:e-plats på den svenska singellistan. En musikvideo spelades också in, till förmån för Ronald McDonalds barnfond.

## Listplaceringar
| Lista (2008) | Topplacering |
| ------------ | ------------ |
| Sverige      | 56           |

### Fotnoter
1. ↑  ”The Diving Belle”. Svensk mediedatabas. 27 februari 2008. http://smdb.kb.se/catalog/id/002277408. Läst 16 november 2014.
2. ↑  ”Sibel visar att drömmar kan bli verklighet”. Ystads allehanda. 27 februari 2008. http://www.ystadsallehanda.se/ystad/sibel-visar-att-drommar-kan-bli-verklighet/. Läst 16 november 2014.
3. ↑  ”Make Believe”. Swedishcharts. 27 februari 2008. http://www.swedishcharts.com/showitem.asp?interpret=Sibel&titel=Make+Believe&cat=s. Läst 16 november 2014.